# 中田スポーツセンター球技場
中田スポーツセンター球技場（なかたスポーツセンターきゅうぎじょう）は、千葉県千葉市若葉区にある球技場。テルウェル東日本・スポーツクラブNASグループが指定管理者として管理している。

## 概要
中田スポーツセンター内に立地している。もともとは若葉球技場として開場したが、同スポーツセンターの整備に伴い、現在の名称に改称された。同スポーツセンター内にはその他、このスタジアムのウォームアップスペースとしても使用される天然芝の多目的運動場や、軟式専用の野球場などが立地している。
なお、スタンドはメインスタンドのみであるが、バック側にスペースが広く取られているため、試合によっては立見席としてそのスペースを観客用に開放することもある。

## 施設概要
- 収容人数 - 500人（全席芝生席）
- 得点板
- 駐車場

## 主な使用大会
- Jリーグユース選手権大会

## 交通
千葉駅から
- JR・千葉都市モノレール千葉駅よりちばフラワーバス成東行き及び中野操車場行きで「宮田」下車、徒歩20分。

千城台駅から
- おまごバス（コミュニティバス）内廻り・外廻りで、「若葉球技場」下車、徒歩3分。

## 周辺施設
- 中田スポーツセンター多目的運動場
- 中田スポーツセンターグラウンドゴルフ場
- 中田スポーツセンター野球場
- 中田スポーツセンター庭球場